# Józef Chmielewski (duchowny)
Józef Chmielewski (ur. 28 lipca 1906 we Włostowicach, zm. 13 marca 1941 w Dachau)  – polski duchowny rzymskokatolicki.

## Życiorys
Urodził się we Włostowicach na przedmieściach Puław, był synem Karola i Jadwigi Chmielewskich. W Puławach uczęszczał do szkoły średniej i tam też zdał maturę. W latach 1928–1933 studiował filozofię i teologię w Wyższym Seminarium Duchownym w Lublinie. Święcenia kapłańskie otrzymał 18 czerwca 1933. 
W 1933 rozpoczął pracę jako wikariusz w parafii św. Jana Nepomucena we Frampolu. W 1935 został przeniesiony do parafii Trójcy Świętej i Wniebowzięcia Najświętszej Maryi Panny w Biłgoraju. W tej drugiej pełnił funkcję prefekta szkolnego. 
W czasie okupacji niemieckiej, w trakcie akcji AB został aresztowany przez Gestapo 19 czerwca 1940. Początkowo więziony na Rotundzie w Zamościu, następnie został skierowany do więzienia na Zamku w Lublinie. Od 30 czerwca 1940 był osadzony w obozie koncentracyjnym w Sachsenhausen. Ciężko pobity i maltretowany, w grudniu 1940 został przeniesiony do obozu koncentracyjnego Dachau. W tym ostatnim zmarł 13 marca 1941.

## Upamiętnienie
Na terenie osiedla Sitarska - Kępy w Biłgoraju znajduje się niewielka ulica imieniem ks. Józefa Chmielewskiego. W kościele pw. Wniebowzięcia NMP w Biłgoraju umieszczona jest tablica z epitafium. Personalia Jana Samoleja znajdują się też na tablicy pamiątkowej w archikatedrze św. Jana Chrzciciela i św. Jana Ewangelisty w Lublinie.